# Michal Jonáš
Michal Jonáš (* 25. září 1986, Myjava) je bývalý slovenský fotbalový obránce a reprezentant. Měl vážnou autonehodu, která ukončila jeho profesionální fotbalovou kariéru. Po zotavení hrál v nižších soutěžích na Slovensku a v ČR, např. v týmu Sokol Doubí.
Mezi jeho přednosti patřila např. hra hlavou, důraz v osobních soubojích a dlouhá autová vhazování.

## Klubová kariéra
Odchovanec Senice přestoupil v mládežnickém věku do MFK Dubnica. Zde debutoval 14. srpna 2005 ve věku 18 let v lize proti FC Artmedia Bratislava, při své premiéře vstřelil gól, který vedl k zisku bodu za remízu 2:2. V zimní ligové přestávce sezony 2006/07 o něj projevily zájem víceré kluby: ruský FK Amkar Perm, ukrajinský FK Dynamo Kyjev a německý 1. FC Kaiserslautern, ve všech těchto týmech byl na testech.
V poslední den zimního přestupového okna sezony 2006/07 odešel do českého prvoligového celku FC Slovan Liberec, kde podepsal smlouvu na 3½ roku. I zde byl na zkoušce (v prosinci 2006). V Liberci se sešel s početnou enklávou svých krajanů. V Gambrinus lize debutoval 1. dubna 2007 v utkání se Zbrojovkou Brno (výhra 2:1), v němž nastoupil na hřiště v samotném závěru za Jana Nezmara. Celkem odehrál za Liberec před autonehodou 10 ligových zápasů, branku nevstřelil.

## Reprezentační kariéra
V A-mužstvu Slovenska debutoval pod trenérem Jánem Kocianem 10. prosince 2006 v přátelském utkání proti domácí reprezentaci Spojených arabských emirátů. Nastoupil v základní sestavě, zápas skončil vítězstvím Slovenska 2:1. V tomto střetnutí se jednou střelecky prosadil. Toto utkání bylo jeho prvním a zároveň posledním vystoupením ve slovenském národním týmu.

## Automobilová nehoda
Na podzim 2007 se vracel ze Slovenska do Liberce, během cesty měl na zledovatělé vozovce vážnou autonehodu. V kritickém stavu byl převezen do nemocnice, kde byl po tři měsíce v umělém spánku. Výčet jeho zranění zahrnoval např. krvácení do mozku, selhání plic, ochrnutí části těla či prasklou klíční kost. Část lebky mu byla nahrazena titanovou destičkou. Ačkoli si plánoval návrat k profesionálnímu fotbalu, zdravotní stav to nedovoloval. Po půl roce rekonvalescence dostal epileptický záchvat, důsledek autonehody. Začal hrát fotbal na nižších úrovních, nejprve na Slovensku a poté i v ČR. Nemohl však chodit do hlavičkových soubojů, neboť zde bylo riziko vyvolání epileptických záchvatů.

### Reprezentační góly
Góly Michala Jonáše za A-mužstvo Slovenska
| Gól | Datum        | Stadion                                   | Soupeř | Skóre (min.) | Výsledek | Soutěž          |
| --- | ------------ | ----------------------------------------- | ------ | ------------ | -------- | --------------- |
| 010 | 10. 12. 2006 | Zayed Sports City Stadium, Abú Dhabí, SAE | SAE    | 0?:1 0(50.)  | 1:2      | přátelský zápas |